# Benjamin Harmegnies
Benjamin Harmegnies (Boussu, 2 mei 1990) is een Belgisch judoka die uitkomt in de categorie van de zwaargewichten. 

## Palmares
2013
- 2e ronde EK
- World Cup San Salvador[1]
- World Cup Glasgow[2]

2012
- Europees kampioenschap voor -23 jaar
- Belgisch kampioenschap
- 5e World Cup Rome
- Europa Cup Tampere
- Europa Cup Istanboel
- World Cup Lissabon
- Europa Cup Londen

2011
- 5e Europees kampioenschap voor -23 jaar
- Belgisch kampioenschap
- Europa Cup Boras
- Europa Cup Londen

2010
- 7e Europees kampioenschap voor -23 jaar
- Belgisch kampioenschap

2009
- Belgisch kampioenschap -20 jaar

2008
- Belgisch kampioenschap

2007
- Belgisch kampioenschap
- Belgisch kampioenschap -20 jaar